# Šípkov
Šípkov es un municipio del distrito de Bánovce nad Bebravou en la región de Trenčín, Eslovaquia, con una población estimada a final del año 2024 de 144 habitantes.
Se encuentra ubicado en el centro-sur de la región, cerca del río Bebrava (cuenca hidrográfica del río Danubio) y de la frontera con la región de Nitra.

## Demografía
| Año        | 1994 | 2004     | 2014    | 2024    |
| ---------- | ---- | -------- | ------- | ------- |
| Población  | 192  | 150      | 143     | 144     |
| Diferencia |      | −21,87 % | −4,66 % | +0,69 % |

| Año        | 2023 | 2024    |
| ---------- | ---- | ------- |
| Población  | 148  | 144     |
| Diferencia |      | −2,70 % |